# احمد جعفری
احمد جعفری (متولد ۱ بهمن ۱۳۱۶ در اراک) معمار برجسته ایرانی در حوزه طراحی تم‌پارک است. سبک آثار وی در حوزه طراحی فضاهای سرگرمی است.

## زندگی
احمد جعفری در سال ۱۳۳۶ وارد دانشگاه تهران هنر (گروه معماری) شد و پس از فارغ‌التحصیلی و ادامهٔ تحصیل در مقطع کارشناسی ارشد از دانشگاه تهران به آمریکا مهاجرت کرد. وی پس از گذران دورهٔ مطالعاتی در دانشگاه سالت‌لیک‌سیتی در سال ۱۹۶۶، به‌عنوان معمار به استخدام شرکت دیزنی درآمد. او تا سال ۲۰۰۴ به‌عنوان طراح معماری و مدیر هنری به شرکت دیزنی خدمت کرد.

وال اچ. یوزل، مدیر اجرایی بخش معماری شرکت دیزنی پس از اهدای نشان ۳۶ سال رؤیایی با شرکت دیزنی در مورد احمد جعفری گفت:
همهٔ ما هنوز هم نشانه‌هایی از طرح‌های شما را در پارک‌های دیزنی سراسر دنیا می‌بینیم. خلاقیت شما به شناخت همگان از محیط‌های ساخته شده توسط دیزنی کمک کرد. تردیدی نیست که افراد انگشت‌شماری چون شما هستند که می‌توان ادعا کرد تا این اندازه مؤثر بوده‌اند.

## برخی از جوایز و افتخارات
- تشکر برای مهندسی خلاقانه رؤیایی، Walt Disney Imagineering.
- Disney legend award در سال ۲۰۰۶[۳][۴]
- نشان ۱۵ سال سابقه خدمت از شرکت مهندسی WED و MAPO..
- نشان ۲۵ سال سابقه ممتاز خدمت از شرکت دیزنی
- نشان ۳۰ سال خدمت برجسته از شرکت دیزنی
- نشان تشخّص ۳۵ سال جادویی با کمپانی Walt Disney.

## برخی از پروژه‌ها
- معمار ارشد شرکت معماری فرمانفرما در طراحی فرودگاه مهرآباد و ورزشگاه آزادی، تهران، ایران (۱۹۶۸–۱۹۶۹)
- طراحی و ساخت طرح جامع ۱۰سالهٔ دیزنی‌لند، آمریکا، ۱۹۶۹
- مرکز خرید بوئنا ویستا در والت دیزنی جهانی فلوریدا، ۱۹۷۰
- معمار ارشد پروژهٔ (Big Thunder Mountain) در کنار تونی باکستر (مدیر هنری). کالیفرنیا، ایالات متحده آمریکا. (۱۹۷۲–۱۹۷۶ و افتتاح در تاریخ ۱۹۷۹)[۵]
- اِپکات (Epcot)، فلوریدا، ایالات متحده آمریکا
- طراح معماری بخش کانادا، ۱۹۷۷، افتتاح در سال ۱۹۸۲[۶]
- طراح معماری بخش مراکش، ۱۹۸۰، افتتاح در سال ۱۹۸۴
- طراح معماری بخش آفریقا، ۱۹۸۰
- سرپرست طراحی و بازرس تم توکیو دیزنی لند، Urayasu)، اورایاسو (چیبا، ژاپن. ۱۹۸۲، افتتاح در سال ۱۹۸۳)
- معمار ارشد وسترن لند و ادونچر لند، Marne-la-Vallée)، مارن-لا-والی) فرانسه. ۱۹۸۶–۱۹۹۲[۷]
- بازرس سایت در (Fantasyland، فنتسی لند)، ۱۹۹۲
- راه‌اندازی گروه طراحی CDM در لوس‌آنجلس آمریکا، ۲۰۰۰
- طراح ارشد و مدیر هنری Tokyo Disney Resort)، توکیو دیزنی ریزورت)، (Tokyo Disney Sea، توکیو دیزنی سی)، هتل MiraCosta، میراکوستا) (Fantasyland، فنتسی لند)، ۲۰۰۱[۸]
- طراح ارشد Animal Kingdom Resort Area و (Disney's Animal Kingdom Lodge، قلمرو حیوانات دیزنی)، فلوریدا، ایالات متحده آمریکا. ۲۰۰۱[۹]
- مدیر طراحی، طراح کانسپت و توسعه طراحی هنگ کنگ دیزنی‌لند، جزیره (Lantau، لانتاو) هنگ کنگ. ۲۰۰۱–۲۰۰۴، افتتاح در سال ۲۰۰۵
- مدیر طراحی پروژهٔ سرای خلیج و هتل inter continental، عقبه اردن. ۲۰۰۴–۲۰۰۷
- مشاور طراحی WDI برای پروژه (Ratatouille، راتاتویی) پاریس دیزنی. ۲۰۰۹
- طراحی ورودی‌ها و خیابان اصلی پارک دیزنی لند شانگهای، مشاور (WDI، دبلیو دی آی)، شانگهای، چین. ۲۰۰۱
- تهران، ایران. (۲۰۱۳–۲۰۱۶):
- سرپرست و ناظر تمینگ (Ocean Water Park، تم پارک آبی اوشن) اولین تم‌پارک آبی روباز در ایران در کیش
- طراح پروژه (Hezaro Yek Shahr، هزار و یک شهر) نخستین تم‌پارک تهران[۱۰]

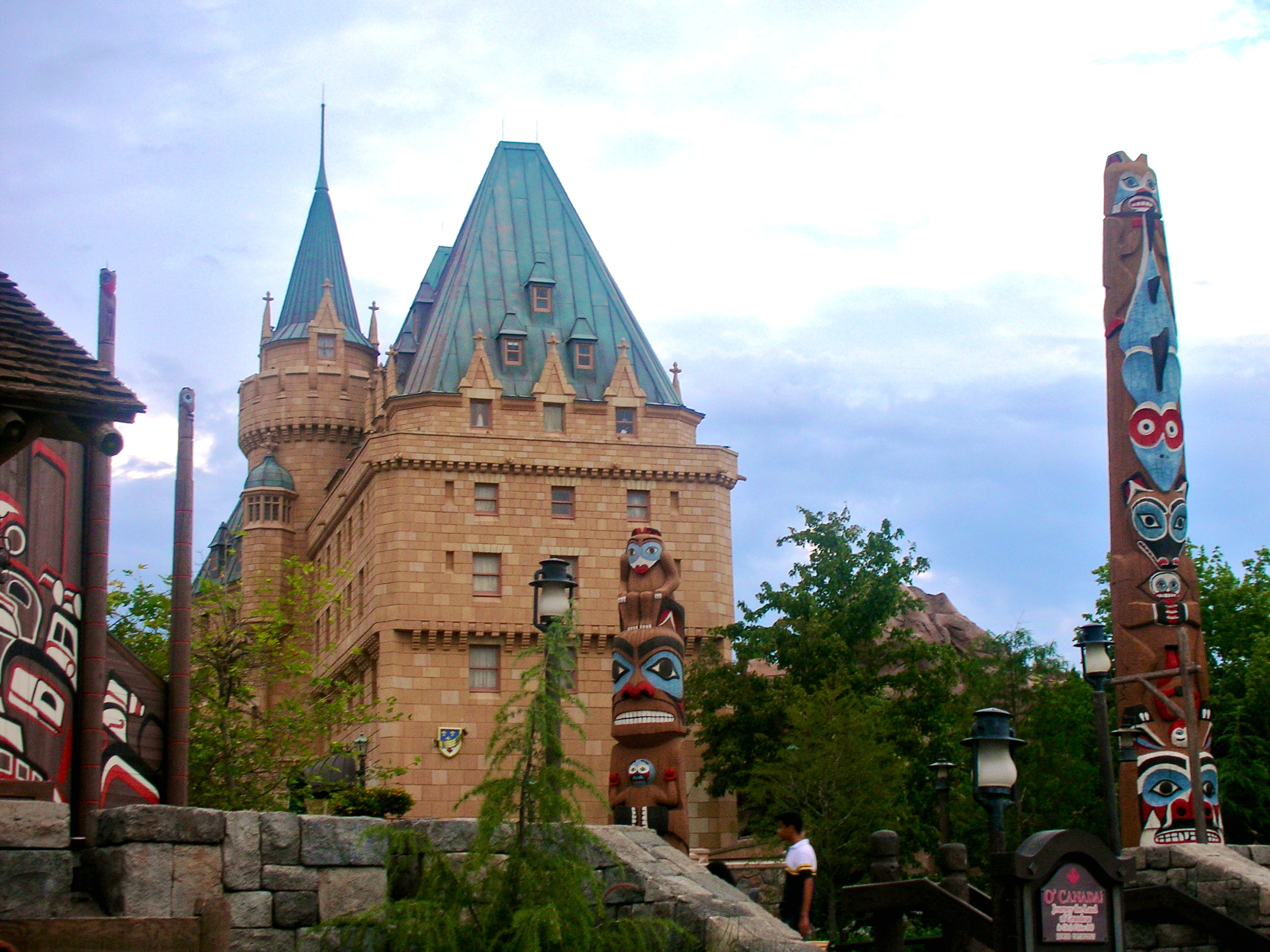
اِپکات، غرفه کانادا، اورلندو، فلوریدا
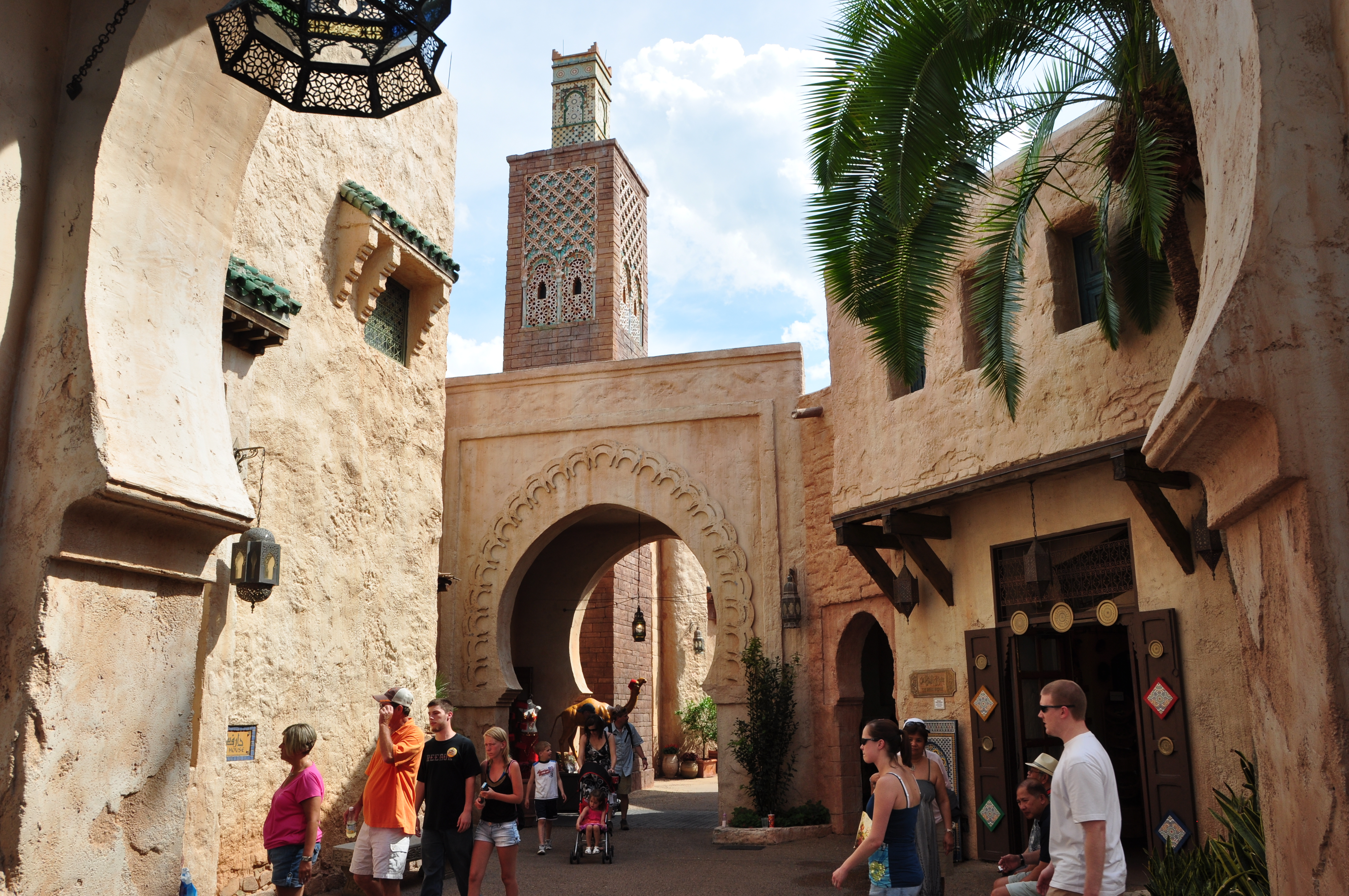
اِپکات، غرفه مراکش، اورلندو، فلوریدا، ۱۹۷۷